# Епархия Чикмагалура
Епархия Чикмагалура (лат. Dioecesis Chikmagalurensis) — епархия Римско-Католической церкви c центром в городе Чикмагалур, Индия. Епархия Чикмагалура входит в митрополию Бангалора. Кафедральным собором епархии Чикмагалура является церковь святого Иосифа.

## История
16 ноября 1963 года Римский папа Бенедикт XVI выпустил буллу Indicae regionis condicio, которой учредил епархию Чикмагалура, выделив её из епархии Майсура.
14 ноября 1988 года епархия Чикмагалура передала часть своей территории для возведения новой епархии Шимоги.

## Ординарии епархии
- епископ Alphonsus Mathias (16.11.1963 — 12.09.1986) — назначен архиепископом Бангалора;
- епископ John Baptist Sequeira † (26.01.1987 — 2.12.2006);
- епископ Anthony Swamy Thomasappa (2.12.2006 — по настоящее время).

## Источник
- Annuario Pontificio, Ватикан, 2007
- Булла Indicae regionis condicio (лат.)